# Mario Amadori
Mario Amadori (Verona, 27 settembre 1886 – Modena, 10 agosto 1941) è stato un chimico italiano che ha scoperto il cosiddetto riarrangiamento di Amadori, una reazione importante nella chimica dei carboidrati. È morto improvvisamente nel 1941.

## Biografia
Ha studiato chimica presso l'Università di Padova. Dopo la laurea nel 1908, ha lavorato presso l'Istituto di Chimica generale della stessa università come assistente del professor G. Bruni, fino al 1926 quando fu eletto professore dell'Istituto farmaceutica di Modena (Università di Modena), e divenne preside di facoltà nel 1940. Ha lavorato e pubblicato diversi testi di chimica generale, chimica inorganica, chimica farmaceutica. Ha pubblicato molti interventi nel periodo 1909-1935.